# Gerhard Huschke

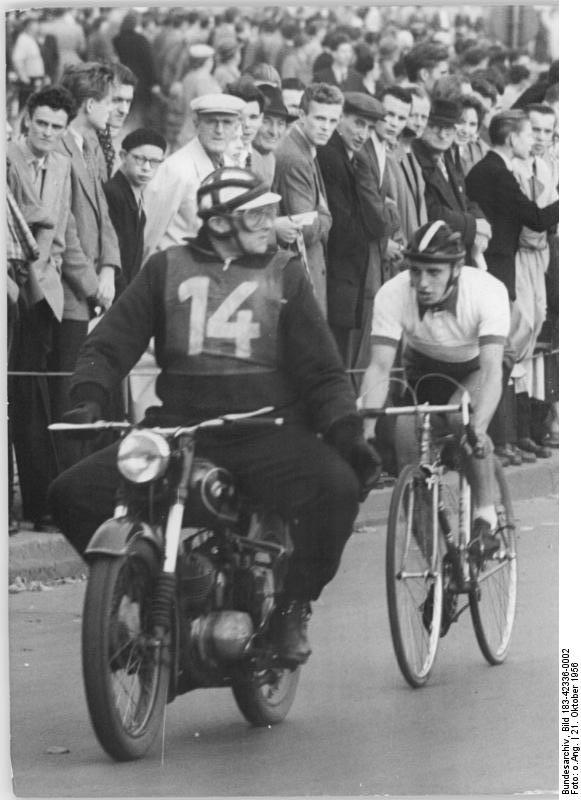
Gerhard Huschke als Schrittmacher bei einem Rennen in Berlin (1956) vor Siegfried Wustrow.

Gerhard Huschke (* 29. Juni 1914 in Berlin; † 8. August 1974 ebenda) war ein deutscher Radrennfahrer und Schrittmacher.

## Sportliche Laufbahn
Gerhard Huschke war in den 1930er Jahren ein erfolgreicher Straßen-Radrennfahrer.  Bevor Huschke mit dem Radsport begann, war er ein sehr talentierter und auch erfolgreicher Hockeyspieler beim VfB Pankow. Bereits mit 15 Jahren spielte er regelmäßig in der 1. Männermannschaft.
Bereits als Amateur fuhr er sehr erfolgreich, so dass er sich entschloss, 1934 ins Profilager zu wechseln. Sein letzter großer Erfolg als Amateur war der Sieg beim Großen Straßenpreis von Schlesien Ende 1933. Sein größter Erfolg war der vierte Platz bei der Straßen-Weltmeisterschaft 1934 in Leipzig. Im selben Jahr  gewann er den Großen Straßenpreis von Hamburg und wurde Dritter bei Rund um Berlin. Wie viele andere Radrennfahrer musste er seine Laufbahn für drei Jahre wegen der Einberufung zum Militär unterbrechen. 1945 kehrte er aus der Kriegsgefangenschaft zurück und brauchte viele Monate zur körperlichen Erholung, so dass er erst im Laufe des Jahres 1946 bei Aschenbahnrennen zum Radsport zurückkehrte.
Nach dem Zweiten Weltkrieg war Huschke u. a. auch als Steher aktiv. 1950 wurde er im Alter von 36 Jahren noch zweimal DDR-Meister der Berufsfahrer über 100 Kilometer sowie über eine Stunde (analog zum heutigen Punktefahren). Er gewann noch weitere Rennen, u. a. das erste Steherrennen auf der Berliner Winterbahn in der Werner-Seelenbinder-Halle und 1952 das Eröffnungsrennen auf der rekonstruierten Radrennbahn Forst. In den 1950er Jahren wurde er bei den Rennen von seinem Onkel Richard Huschke betreut. Einen zweiten Platz errang er bei der Ostzonenmeisterschaft im Zweier-Mannschaftsfahren 1947 mit Alfred Lohrke als Partner.
1957 sattelte Huschke um auf Schrittmacher. Er führte Fahrer wie Siegfried Wustrow, Bert Romijn (Niederlande), Roland Elste, Peter Gröning, Konrad Nentwig, Karl Riedel und Ullrich Manthey und gewann zweimal die Internationale Stehermeisterschaft von Berlin.
Im Stehersport machte sich Gerhard Huschke als Konstrukteur national und international einen Namen. So wurden ausnahmslos von ihm konstruierte Maschinen seit 1958 bis zur Wende auf der Winterbahn eingesetzt. Von ihm konstruierte Schrittmachermaschinen führten im Weltkriterium der Dauerfahrer 1957 das italienische Gespann Virginio Pizzali/Bruno Pellizari und 1960 bei der Steherweltmeisterschaft in Leipzig Georg Stoltze hinter Fritz Erdenberger zu Siegen. Auf einem UCI-Kongress in Kopenhagen wurden seine Schrittmachermaschinen für viele Jahre zu internationalen Standards erklärt.

## Berufliches
Bis zu seinem Tod 1974 war Gerhard Huschke einer der Direktoren des VEB IFA Vertrieb Berlin.

## Familiäres
Er war der Sohn des tödlich verunglückten Radrennfahrers Adolf Huschke sowie der Vater von Thomas Huschke.